# Келькеты (исчезнувшее село)
Келькеты (калм. Келкд) — исчезнувшее село в Целинном районе Калмыкии. Располагалось при балке Келькеты Ергенинской возвышенности, в западной части Целинного района Калмыкии.

## История
Село Келькеты возникло на рубеже 19-20-го веков. По данным A.M. Позднеева, в 1904 году в урочище Заха-Экин в келькетовом роде находился родовой хурул, в котором находились 17 человек, не являвшихся официально священнослужителями (из них 16 - из келькетовых родов). В начале XX века этот частный родовой хурул имел два деревянных строения и три глинобитных здания, а также молитвенный дом. Население Келькетов состояло из выходцев Абганеровского аймака, в частности, из нойнахинов и бакшин-шебенеров.
В 1926 году был образован Келькетовский сельский совет. В ноябре 1929 года на территории сельского совета был образован колхоз «Национальная дружба», занимавшийся как скотоводством, так и земледелием. В 1933 году в хозяйстве насчитывалось 2500 голов овец, 300 голов КРС, 250 лошадей. При колхозе действовала племенная ферма по разведению крупного рогатого скота. В 1936 году в Келькетах открывается начальная школа-интернат для детей-сирот. Перед началом Великой Отечественной войны в поселке проживало уже более 200 семей.
Судя по всему, после депортации калмыков село пришло в запустение. На административной карте 1958 года отмечено как село Ровное.
После возвращения калмыков из депортации большинство келькетовцев осели на новом месте - в посёлке Чагорта.